# Hanna Litwińczuk
Hanna Elżbieta Litwińczuk (ur. 1953) – polska prawnik, profesor nauk prawnych, profesor zwyczajny Uniwersytetu Warszawskiego, specjalistka w zakresie prawa finansowego.

## Życiorys
W 1989 na podstawie dorobku naukowego oraz rozprawy pt. Opodatkowanie rodziny uzyskała na Wydziale Prawa i Administracji Uniwersytetu Warszawskiego stopień doktora habilitowanego nauk prawnych w zakresie prawa, specjalność: prawo finansowe. W 2003 prezydent RP Aleksander Kwaśniewski nadał jej tytuł naukowy profesora nauk prawnych. Została profesorem zwyczajnym Uniwersytetu Warszawskiego w Instytucie Nauk Prawno-Administracyjnych Wydziału Prawa i Administracji
Została członkiem Centralnej Komisji do Spraw Stopni i Tytułów na kadencję 2017–2020.
Opublikowała m.in. pracę zbiorową na cześć prof. Mariana Weralskiego: Ius fiscale. Studia z dziedziny prawa finansowego. Księga pamiątkowa dedykowana profesorowi Marianowi Weralskiemu (red. nauk. Hanna Litwińczuk, Warszawa 2012) ISBN 978-83-269-1432-4.